# Cargo Dragon C208
Le Cargo Dragon C208 est le premier cargo nouvelle génération type Cargo Dragon produit et utilisé par SpaceX.

## Développement
Dans le cadre du programme Commercial Crew Development (CCDev), l'agence spatiale américaine lance un appel d'offres afin de gagner en autonomie quant à l'accès à la Station spatiale internationale, assurée seulement par le Soyouz russe à cette époque, après le retrait de la navette spatiale américaine. SpaceX répond à cet appel en présentant une version améliorée de son vaisseau Dragon, et le remporte avec Boeing et son CST-100 Starliner. SpaceX remplace par la suite ses Dragon par ce nouveau vaisseau réutilisable, dont C208 est le premier,.

## Caractéristiques techniques
La capsule reprend les caractéristiques techniques du vaisseau Crew Dragon. Ainsi, elle dispose de 16 moteurs Draco servant aux diverses corrections d'orbite, et d'un coffre s’éjectant avant la rentrée atmosphérique, mais qui, contrairement au vaisseau habité, est vide, ce qui permet le transport de 37 m3 de fret non-pressurisé supplémentaire. La capsule en elle-même peut contenir jusqu'à 9,3 m3 de fret pressurisé.
Lors de sa rentrée atmosphérique la capsule bénéficie du rôle protecteur de son bouclier thermique, puis amerrit en douceur grâce à un trio de parachutes. Par contre, en cas d'anomalie du lanceur, la capsule n'a aucun moyen de s'en extraire puisque les 8 moteurs SuperDraco normalement installés sur Crew Dragon n'y sont pas.

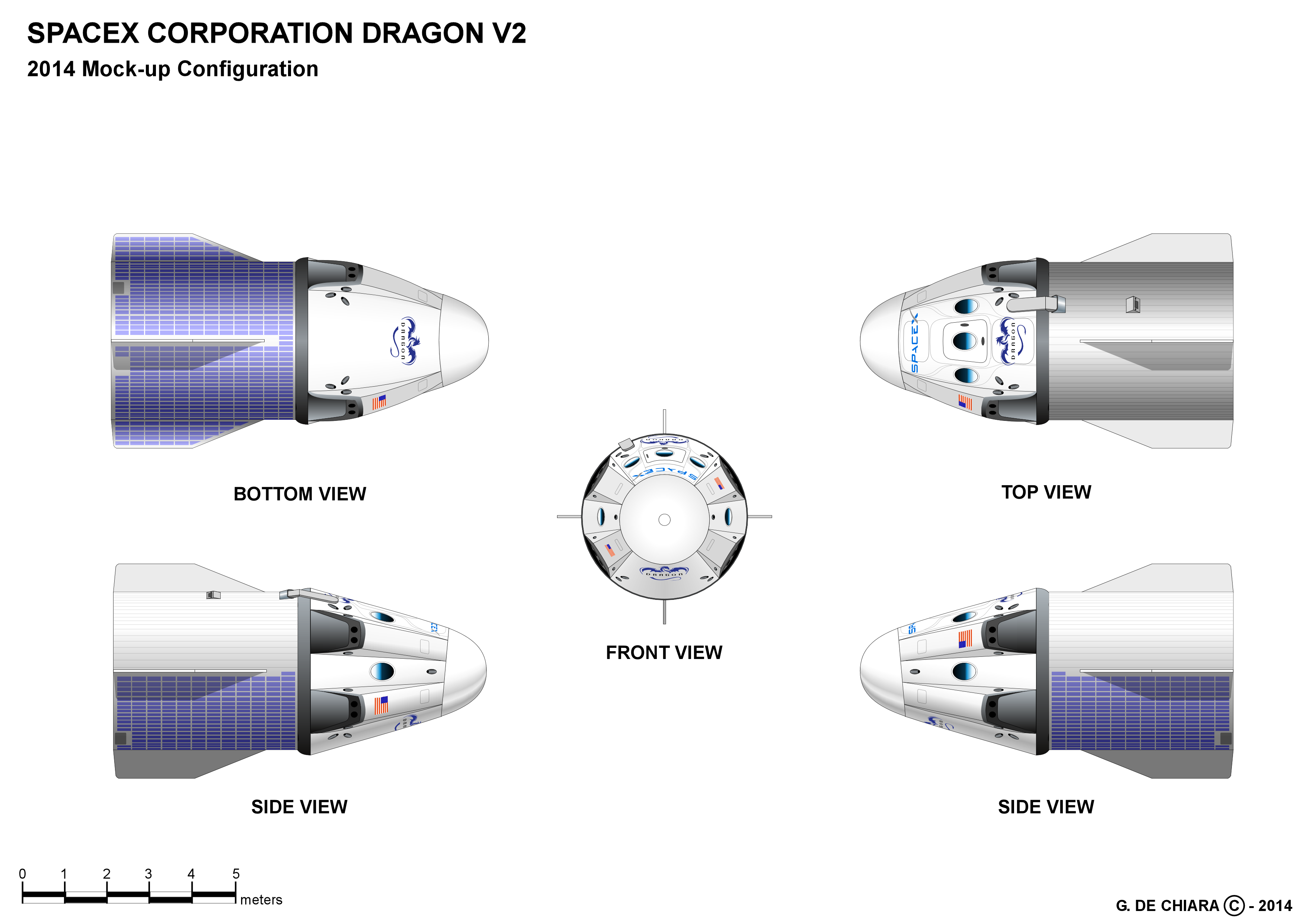
Croquis de la capsule

## Synthèse des vols
| Mission | Patch | Date de lancement (UTC)    | Durée    | Date d'atterrissage (UTC)   | Résultat | Note   |
| ------- | ----- | -------------------------- | -------- | --------------------------- | -------- | ------ |
| CRS-21  |       | 6 décembre 2020, 16h17 UTC | 38 jours | 14 janvier 2021, 01h26 UTC  | Succès   | [ 4 ]  |
| CRS-23  |       | 29 août 2021, 07h14 UTC    | 32 jours | 1er octobre 2021, 2h57 UTC  | Succès   | [ 12 ] |
| CRS-25  |       | 15 juillet 2022, 00h44 UTC | 36 jours | 20 août 2022, 18h53UTC      | Succès   | [ 15 ] |
| CRS-28  |       | 5 juin 2023, 15h47 UTC     | 25 jours | 30 juin 2023, 14h30 UTC     | Succès   | [ 18 ] |
| CRS-31  |       | 5 novembre 2024, 3h29 UTC  | 42 jours | 17 décembre 2024, 18h39 UTC | Succès   | [ 19 ] |

## Galerie

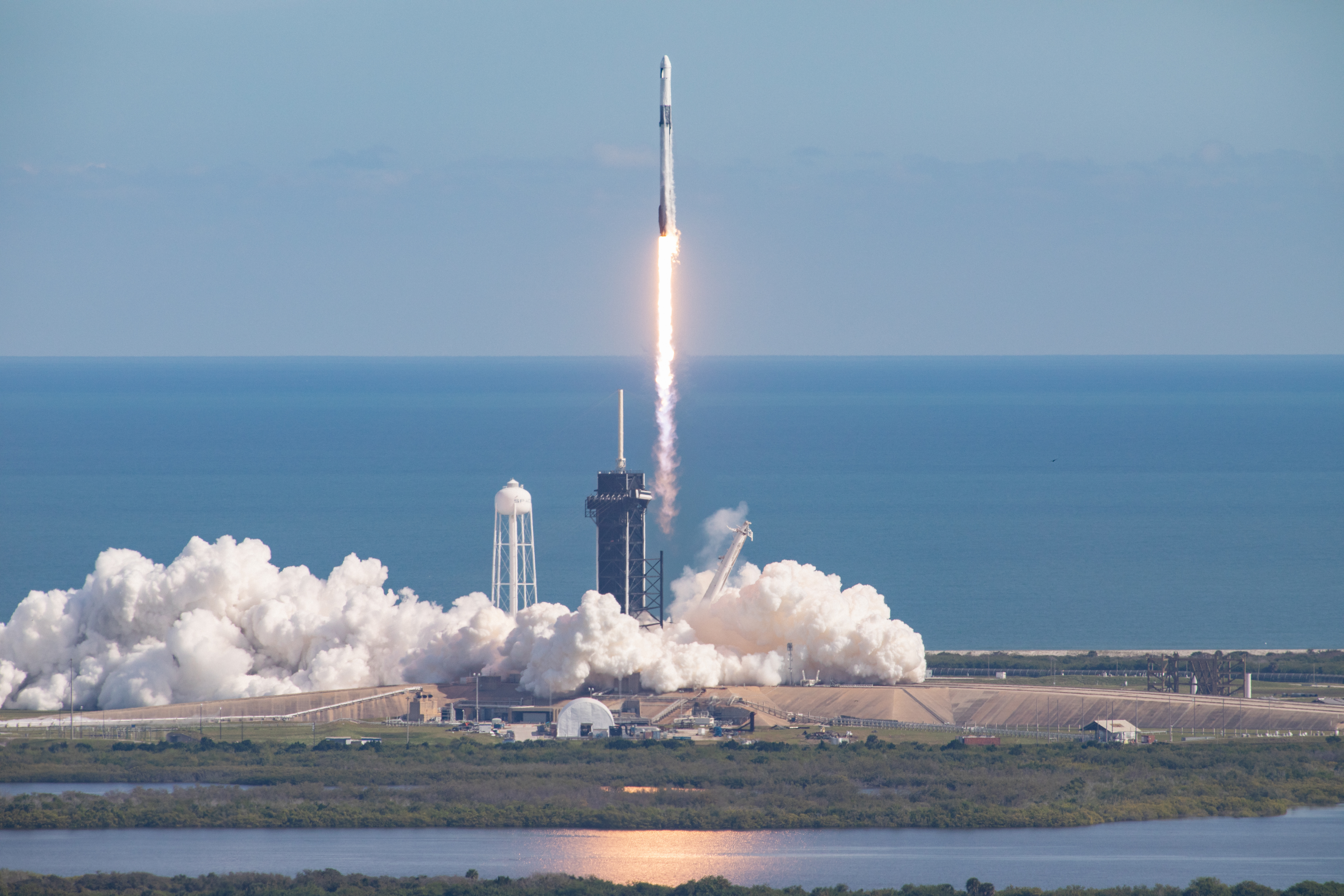
Décollage de C208 lors de son premier vol, SpaceX CRS-21.
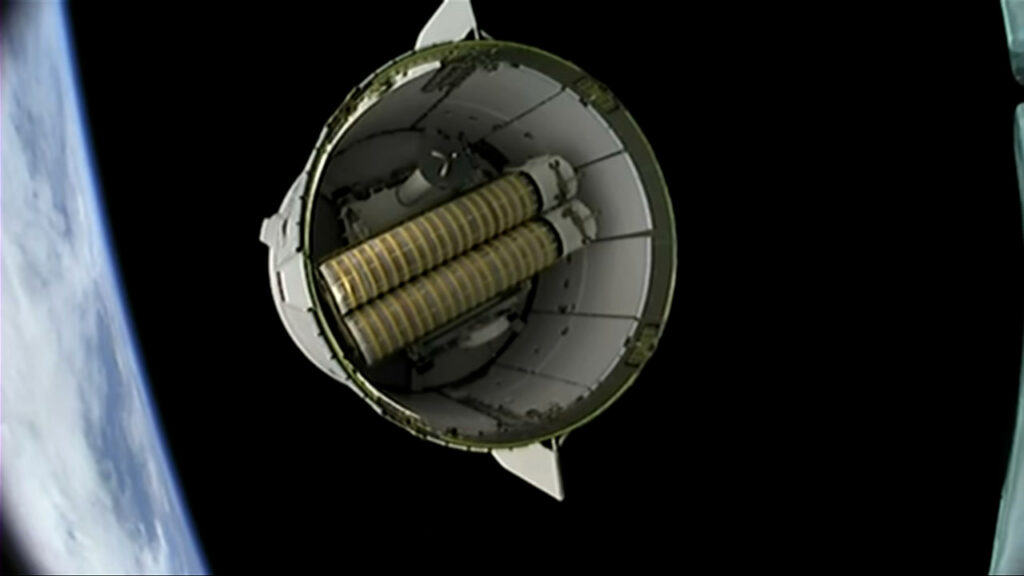
C208 lors de la séparation de la capsule lors de la mission SpaceX CRS-21.
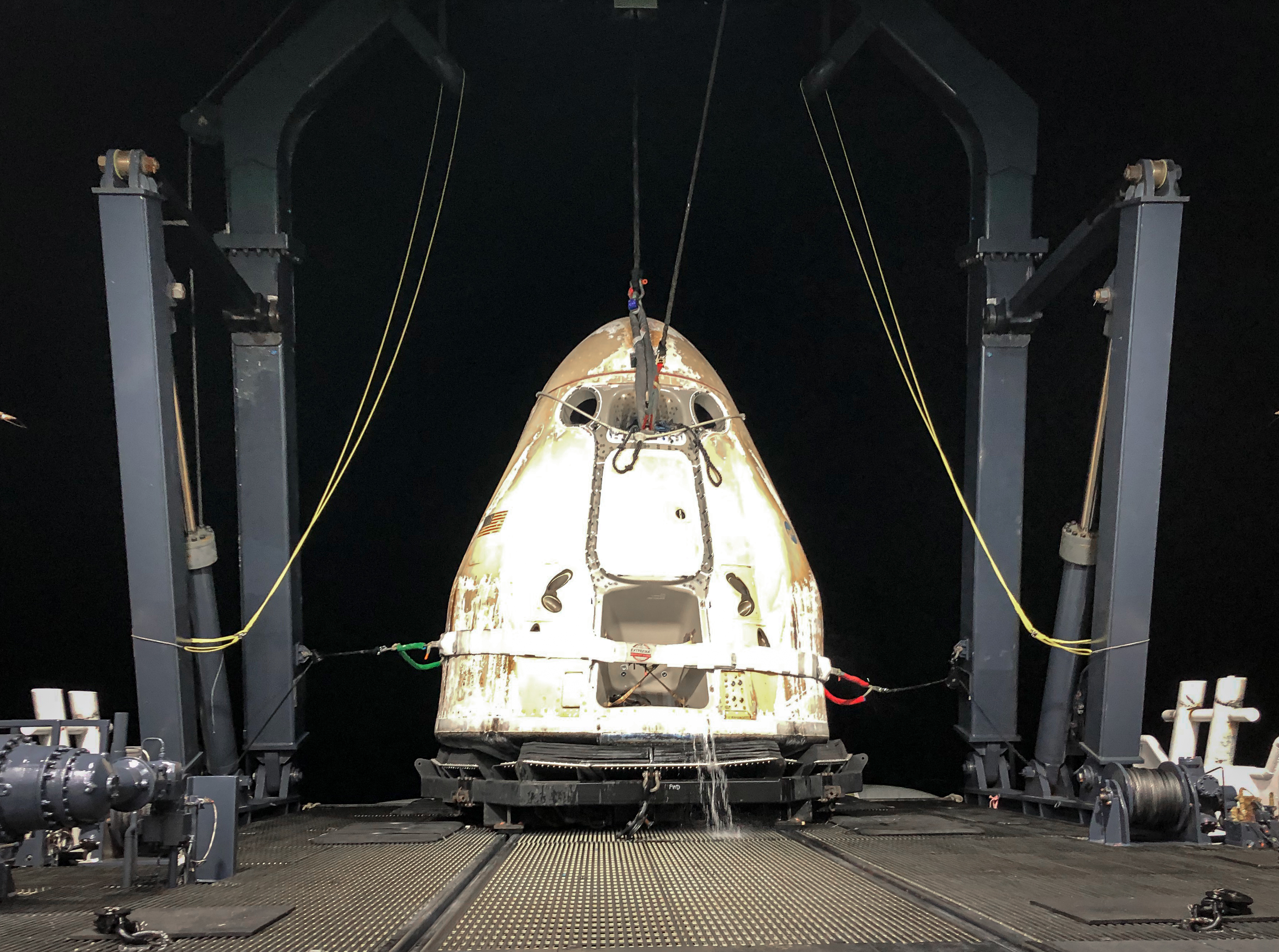
Amerrissage de C208 lors de la mission SpaceX CRS-25.
- Récupération de la capsule lors de la mission SpaceX CRS-23.